# Allan Wolsey Cardinall
Sir Allan Wolsey Cardinall, KBE, CMG (* 21. März 1887; † 26. Januar 1956) war ein britischer Kolonialadministrator, der unter anderem zwischen 1941 und 1946 Gouverneur der Falklandinseln war. Ihm zu Ehren wurde 1945 der Mount Cardinall im Grahamland auf der Antarktischen Halbinsel benannt.

## Leben
Allan Wolsey Cardinall, dritter Sohn von Durrant Edward Cardinall, trat in den Dienst des Kolonialministeriums (Colonial Office). Er fand in folgenden Jahren zahlreiche Verwendungen im Kolonialverwaltungsdienst und war unter anderem in der Kolonie Goldküste sowie in Britisch-Westafrika. 1934 wurde er als Nachfolger von Ernest Arthur Weston Kommissar der Cayman Islands und verblieb auf diesem Posten bis 1940, woraufhin Albert C. Panton Senior von Januar 1940 bis November 1941 kommissarisch das Amt übernahm und John Perry Jones im November 1941 neuer Kommissar wurde. Für seine Verdienste wurde er 1937 zum Companion des Order of St Michael and St George (CMG) ernannt. 
Als Nachfolger von Sir Herbert Henniker Heaton übernahm er 1941 das Amt des Gouverneur der Falklandinseln. Auf diesem Posten verblieb er bis 1946 und wurde daraufhin von Miles Clifford abgelöst. Für seine Verdienste wurde er am 1. Januar 1943 als Knight Commander des Order of the British Empire (KBE) nobilitiert, wodurch er fortan den Namenszusatz „Sir“ trug. Ihm zu Ehren wurde 1945 der Mount Cardinall im Grahamland auf der Antarktischen Halbinsel benannt.

## Veröffentlichungen
- The natives of the Northern Territories of the Gold Coast. Their customs, religion, and folklore, 1920
- In Ashanti & beyond. The record of a resident magistrate’s many years in tropical Africa, his arduous & dangerous treks both in the course of his duty & in pursuit of big game, with descriptions of the people, their manner of living & the wonderful ways of beasts & insects, Seeley, Service & Co., London 1927
- Tales told in Togoland, Oxford University Press, London 1931
- The Gold Coast, 1931. A a review of conditions in the Gold Coast in 1931 as compared with those of 1921, based on figures and facts collected by the chief census officer of 1931, together with a historical, ehtnographical, and sociological survey of the people of that country, Government Printer, Accra 1932
- A bibliography of the Gold Coast, 1932